# 陽はまた昇る (1979年のテレビドラマ)
『陽はまた昇る』（ひはまたのぼる）は、1979年5月12日から同年9月29日まで、フジテレビ系列の「ゴールデンドラマシリーズ」（毎週土曜22:00 - 22:54）の枠で放映されたテレビドラマ。全21話。

## 概要
舞台は東京の救急病院「お茶の水病院」。ここに勤める外科医の塩田吾平と内科医の塩田あかねの兄妹は、癌に侵され療養する母・きみに悩みながらも、患者とその命と向き合う日々を送っていた。吾平は、野心的で考えの異なる若手医師・宮本俊一と対立しながらも、医師としての情熱と良心を通した、患者たちとの数々の出会いと別れの模様を描いていった。
本作は「フジテレビ開局20周年記念特別番組」として放映された。

## キャスト

### レギュラー
- 塩田吾平：加藤剛
外科医。手術の腕前は病院の中で一番と言われる。日本の医療に疑問を持って4年間アメリカに留学。留学中に現地・アメリカ国籍の女医と結婚するも、後に離婚。妹・あかねと二人暮らしをしている。いつも患者の立場に立ってものを考えるタイプ。
- 塩田あかね：竹下景子
お茶の水病院勤務の内科医、吾平の妹。自分が進むべき方向は心療内科だと心に決めているが、今専門にしているのは消化器内科。行動力がある。兄・吾平と同居している。
- 宮本俊一：勝野洋
吾平の後輩である若手の外科医で、医者一家の出身。「医は切ることから」と考え、キャリア作りに関心をもつなど野心家の部分も持つ。しかし周囲との協調性があり吾平とも協力して患者に当たることが出来る、根は気の良い青年医師である。蒲焼が苦手。
- 鈴木公三郎：大滝秀治
お茶の水病院守衛。大日本帝国陸軍時代は衛生兵だった。老後は医学の雰囲気の中で過ごしたいと思い、病院守衛の仕事に就く。吾平の良き理解者。
- 夏川紀世：夏桂子
お茶の水病院の婦長格看護婦。仕事にも自分にも厳しいが、患者には真摯な態度で臨む。娘が1人居るが離婚、娘は実家で暮らしている。
- 山下：小川真司 - お茶の水病院医師
- ：村雲敦子 - お茶の水病院看護婦
- ：大西多摩恵 - お茶の水病院看護婦
- ：有田美和子 - お茶の水病院看護婦

### セミレギュラー
- 金沢政行：山本亘 - あかねの学生時代の学友。あかねの恋人を自称している。
- 塩田きみ：宝生あやこ - 吾平とあかねの母。夫は既に亡く、秩父に一人暮らしして赤飯店を経営している。癌を患うが早期発見により一命を取り留め、療養している[3]。なかなか身を固めようとしない吾平やあかねを心配し、見合い写真を持って訪ねてくる事もある。
- ：内藤武敏 - お茶の水病院脳外科部長。腕は確かで吾平も助言を求めに行くことがある。
- ：大塚周夫 - お茶の水病院事務長。
- ：井沢エミ

### 各話ゲスト
第1話「第三外科病棟」
- 石黒常吉：加藤嘉 - 癌で急患として病院へ運ばれるも、手遅れの状態と診断される。
- 石黒保：佐藤輝昭 - 常吉の息子。
- 石黒良子：桧よしえ - 保の妻。
- 工藤正一：窪田茂幸 -

第2話「あしたの空」
- 坂口眉美：木村理恵 - スナックで働く。十二指腸潰瘍を患い、病院へ搬送されてくる。
- 等：原康義 - 眉美の恋人。
- ヤス：大塚道子 - 等の母。
- スギ：赤木春恵

第3話「ラストショー」
- マヤ：潤真理子 - 浅草ロマン劇場のストリッパー。診察の結果、乳癌と診断される。
- 竜男：寺田農 - マヤとはヒモ（いわゆるジゴロ）の状態で付き合っている。

第4話「矢車草とオートバイ」
- 真崎徹：戸井田稔 - 暴走族「アパッチ」のリーダー。
- 牧原由美子：光丘真理 - 徹の恋人。遺伝性球状赤血球症に侵されている。

第5話「病名・期待」
- 小松原治子：渡辺美佐子
- 小松原美子：友里千賀子 - 治子の娘。

第6話「星祭り」
- 小林久代：宮本信子 - 搬送された娘・秋子の容態に悲観的だったが、病院内での出来事を通じて徐々に前向きになっていく。
- 小林秋子：冨永みーな - 久代の娘。頭の骨を折り意識不明の状態で病院に搬送され、入院している。
- 小林浩：西川和孝 - 久代の息子で昭子の弟。姉の見舞いに来て病室の皆と仲良くなっていく。星が好きで天体望遠鏡を欲しがっているが、我慢している。
- 小林：河原崎長一郎 - 久代の夫、秋子・浩きょうだいの父。夫婦で食堂を営んでいる。
- 古谷：宮口精二 - 秋子と同部屋のおじいちゃん。
- 一枝：園田裕久 - 秋子と同部屋の中年男。十二指腸潰瘍で入院している。
- 小寺：小原秀明 - 秋子と同部屋の若い男。背中を刃物で刺され入院しているが退院間近である。

第7話「チャンピオン」
- 糸井英男：石橋蓮司 - ボクシングの元チャンピオン。ホームレスになっていたが、ある日何者かに腹を刺され、病院に搬送される。
- 三好とき子：赤座美代子 - 糸井の元恋人。横浜でBARのママをしている。
- 鈴木：谷村昌彦 - 糸井の隣のベッドの入院患者。糸井に財布を盗まれる。
- 武知杜代子 - 入院患者。退院許可が出ているが病院が気に入って出て行こうとしない。
- 村田英次郎 - 東洋太平洋バンタム級チャンピオン。放映当時の現役チャンピオンだった。試合映像がTV画面を通して使用される。
- 篠田薫

第8話「望郷の海」
- 矢吹信一郎：鈴木瑞穂 - 東亜通商専務。交通事故で腕を負傷し病院に搬送されるが、診察の結果腎不全が発覚する。
- 矢吹エリコ：三浦リカ - 信一郎の娘。

第9話「夕焼け雲」
- 藤井義造：千秋実 - 診察の結果、脳腫瘍が発見される。
- 藤井国夫：坂部文昭 - 義造の息子。

第10話「帰郷」
- 石川桃子：服部妙子 - バーのホステス。頭痛と胸に走る痛みが我慢できず診療を受けに来る。北海道の知床出身と語る。
- ：藤田啓而 - バーの客。桃子に対し一方的な好意を持っている。
- ：蟹江敬三 - 桃子のヒモの男。

第11話「愛と希望と」
- 隆司：湯沢紀保 - 工事作業員。恋人の由起子と駆け落ちし上京。夜間作業で足に大けがを負い搬送されてきた。
- 由起子：古手川祐子 - 隆司の恋人で、同棲中。隆司の入院後は治療費を稼ぐため夜の街でホステスの職に就く。
- 治子：鳳八千代 - 隆司の母。息子と由起子の交際に反対しており、怪我を負ったのも由起子との駆け落ちのせいだと思っている。
- ：平泉征 - 隆司の現場仕事での先輩。
- ：中村たつ - 隆司・由起子の暮らすアパートの管理人。

第12話「約束」
- 川村順造：浅沼晋平 - 吐血し意識不明でお茶の水病院に搬送されて来たが、吾平により重度の肝硬変で手遅れと診断される。妻と娘を捨てて別居、愛人と同棲していた。
- 中原とみ子：北島マヤ - 順造の愛人。病院に搬送された直後は付き添っていたが、姿をくらましてしまう。
- 川村良子：佐藤オリエ - 順造の妻。数年前に出て行った夫に愛想をつかしており看病を拒否する。娘との生活を守るため昼は家政婦、夜も食堂で長時間労働している。
- 川村由紀：中島久江 - 順造の娘。夫を見放している母の気持ちを知っているが、父である順造をまだ大事に思っており授業参観に来てほしいと願っている。
- 森田洋一：堀田秀康 - 順造の向かいのベッドに入院している少年。リウマチ熱に悩まされており扁桃腺が弱い。
- 森田夫人：榊ひろみ - 洋一の母。

第13話「手術室のプロポーズ」
- 小関明：三上真一郎 - あかねの見合い相手。実家は医者で自分も歯科医師。

第14話・第15話「海からの手紙（前編・後編）」
- 高石いと：北林谷栄 - 吾平にとっては同じ病院の元婦長という関係。八丈島に在住している。
- 高石京子：平淑恵 - いとの孫。元ミス八丈。上京して八丈島観光案内所で働いている。
- 明：水島涼太 - 京子の幼馴染み。

第16話「夜の訪問者」
- 電話の女：加賀まりこ - お茶の水病院に突然「睡眠薬を飲んで自殺します。私がどこの誰かは捜さないで」と電話をかけてきた。はなし相手となった吾平が素性を訊くと「29歳独身、職業は秘書、宮崎県生まれで女子大学卒業、そして孤独」と話し始めた。

第17話「リンゴの詩」
- 荒川金太郎：北村和夫 - スリ歴30年のホームレスで通称「ポンちゃん」。戦災孤児であり、子供のころから仲間5人と共に上野駅周辺でスリを働いていた。胸に動脈癌があることが判明するが、血液型がRHマイナスの数少ない型であることから手術用血液の確保が問題となる。
- 川田：大森義夫 - 元警視庁刑事。かつてスリ係の担当でポンちゃんを子供のころからよく知る。
- 山崎：堺左千夫 - 戦災孤児。少年時代の通称は「サブ」と呼ばれポンちゃんらと共にスリの一味だったが、更生し運送業を立ち上げている。
- 小柳夫人：横山道代 - 戦災孤児で幼少期は「ハニー」と呼ばれていたポンちゃんの元スリ仲間。成人し裕福な社長夫人となっていたがスリの手癖が抜けていない。
- 居酒屋女将：小沢左生子 - 上野で居酒屋「玉ちゃん」を切り盛りする女将。スリ5人組の人となりを昔から知る。
- 医師：武内亨
- 塚本医師：早川純一

第18話「僕のせんせい」
- 健一：上野郁巳 - 心臓病で入院している10歳の少年。吾平は健一を完全大血管転位症を完治させるために手術した方が良いと診断している。
- 山尾：谷幹一 - 腹話術を得意とするコメディアン。人気が落ち目になっていた。公演中に倒れて搬送され、脳腫瘍が判明する。
- 村田：今福正雄 - 山尾が所属する小さな芸能事務所の社長。山尾を最もよく知る人物で親身になって行動する。
- 健一の母：谷口香 - 吾平は健一の両親に健一の心臓の手術を勧めているが、母親として生命のリスクのともなう手術に反対し別の治療を希望している。
- ヨシオ：古本新之輔 - 健一と同部屋に入院していた少年。左足骨折が癒えたため吾平から退院許可をもらい先に退院する。

第19話「船出」
- 五郎：中谷一郎 - かつて北海道で北洋漁業の漁労長を務めていたが、200海里問題の影響を受けて漁師を辞め、トラック運転手に転身。ある日、馬に蹴られて脇腹をけがし、病院に運ばれてくる。
- ：山本麟一

第20話「走りつづける男たち」
- 岸本：新克利 - マラソンで、オリンピック日本代表候補ともなっている有望選手。夜間練習中にトラックにはねられ、右大腿骨を骨折し病院に運び込まれる。
- 里村：高松英郎 - 岸本のコーチ。岸本をオリンピックで走らせることを悲願としている。
- 里村鈴子：山口果林 - 里村の娘で、父に勘当されている身。

第21話「愛の合唱」
- 美佐：市毛良枝 - 突然産気付き、病院に運び込まれてくる。
- 竜一：村井国夫 - 美佐の夫。大手商社の営業課長。

## スタッフ
- 企画：村上光一、松木征二
- プロデューサー：香取雍史、中村敏夫
- 脚本：松山善三、三田純市、桃井章、古田求、金子成人、田坂啓、安倍徹郎、林悦子、笠原和夫、岡部俊夫、岡田英彦
- 演出：森川時久、青木征雄、高橋和男
- 音楽：池辺晋一郎
- 撮影技術：秋場たけお
- 医事監修：岡田英彦
- 制作：俳優座映画放送、フジテレビ[3]

## 主題歌
- 『陽はまた昇る』 歌：谷村新司 （作詞・作曲：谷村新司、編曲：青木望）
  - テーマ曲作曲：谷村新司

## サブタイトル
| 話数 | 放送日        | サブタイトル         | 脚本               | 演出               |
| ---- | ------------- | -------------------- | ------------------ | ------------------ |
| 1    | 1979年5月12日 | 第三外科病棟         | 松山善三           | 森川時久           |
| 2    | 1979年5月19日 | あしたの空           | 三田純市           | 森川時久           |
| 3    | 1979年5月26日 | ラストショー         | 桃井章             | 青木征雄           |
| 4    | 1979年6月2日  | 矢車草とオートバイ   | 古田求             | 森川時久           |
| 5    | 1979年6月9日  | 病名・期待           | 松山善三           | 森川時久           |
| 6    | 1979年6月16日 | 星祭り               | 金子成人           | 青木征雄           |
| 7    | 1979年6月23日 | チャンピオン         | 桃井章             | 青木征雄           |
| 8    | 1979年6月30日 | 望郷の海             | 田坂啓             | 森川時久           |
| 9    | 1979年7月7日  | 夕焼け雲             | 安倍徹郎           | 森川時久           |
| 10   | 1979年7月14日 | 帰郷                 | 金子成人           | 青木征雄           |
| 11   | 1979年7月21日 | 愛と希望と           | 古田求、林悦子     | 森川時久、青木和男 |
| 12   | 1979年7月28日 | 約束                 | 金子成人           | 森川時久           |
| 13   | 1979年8月4日  | 手術室のプロポーズ   | 松山善三           | 森川時久           |
| 14   | 1979年8月11日 | 海からの手紙（前編） | 金子成人           | 森川時久           |
| 15   | 1979年8月18日 | 海からの手紙（後編） | 金子成人           | 森川時久           |
| 16   | 1979年8月25日 | 夜の訪問者           | 金子成人           | 青木征雄           |
| 17   | 1979年9月1日  | リンゴの詩           | 笠原和夫           | 森川時久           |
| 18   | 1979年9月8日  | 僕のせんせい         | 岡部俊夫           | 高橋和男           |
| 19   | 1979年9月15日 | 船出                 | 金子成人           | 青木征雄           |
| 20   | 1979年9月22日 | 走りつづける男たち   | 岡部俊夫           | 高橋和男           |
| 21   | 1979年9月29日 | 愛の合唱             | 松山善三、岡田英彦 | 森川時久           |